# YoMeryl
YoMeryl és el nom d'un duo d'art pop fundat el 2014 i format per Bronwyn Lundberg i Sarah Zucker. El nom també es refereix a la seua galeria i estudi de disseny. Lundberg i Zucker són, a més, parella amorosa des de fa molt de temps.
YoMeryl va arribar a crear murals públics a gran escala per a la ciutat de West Hollywood. i animacions GIF per als Centres per al Control i Prevenció de Malalties i l'estudi Super Deluxe.